# Charmé
Charmé est une commune du sud-ouest de la France, située dans le département de la Charente (région Nouvelle-Aquitaine).
Ses habitants sont les Charmésiens et les Charmésiennes.

## Géographie

### Localisation et accès
Charmé est une commune située dans le Nord Charente, à 11 km au sud-ouest de Ruffec et à 10 km au nord-est d'Aigre.
Elle est aussi à 7 km de Villefagnan, 10 km de Mansle et 34 km d'Angoulême.
À mi-chemin entre Ruffec et Aigre, Charmé appartient au canton d'Aigre. Elle est située le long de la D 736, route de Ruffec à Saint-Fort-sur-le-Né par Aigre, Rouillac et Jarnac, qui traverse le bourg. Celui-ci est aussi relié aux autres communes voisines par des routes départementales de moindre importance : D 31, D 32 et D 185.
La gare la plus proche est celle de Ruffec qui est desservie par un TGV et des navettes TER entre Poitiers et Angoulême.
La commune sera traversée par la LGV Sud Europe Atlantique, opérationnelle en 2017.

### Hameaux et lieux-dits
Le bourg s'allonge entre les hameaux de Roussillon au nord et Puymarteau au sud. Moussac est situé au nord-est de la commune près de la voie ferrée. On trouve aussi Husson au sud-ouest, les Inchauds au sud, et Bellicou à l'est.
L'habitat est moins dispersé que dans le reste du département, et les fermes isolées sont peu nombreuses.

### Communes limitrophes
|        | Courcôme |                       |
| Bessé  | Charmé   | Salles-de-Villefagnan |
| Tusson | Ligné    | Juillé                |

### Géologie et relief
Géologiquement, la commune est dans le calcaire du Jurassique du Bassin aquitain, comme tout le Nord-Charente. Plus particulièrement, l'Oxfordien (Jurassique supérieur) occupe la surface communale. Le sol est un calcaire argilo-marneux,,.
Le relief de la commune est celui d'une plaine légèrement relevée à l'ouest, d'une altitude moyenne de 90 m. Le point culminant est à une altitude de 131 m, situé sur la limite ouest au Peu Chevalier, un peu au sud du château d'eau. Le point le plus bas est à 63 m, situé aux Inchauds sur la limite sud-est. Le bourg est à 80 m d'altitude.

### Hydrographie

#### Réseau hydrographique

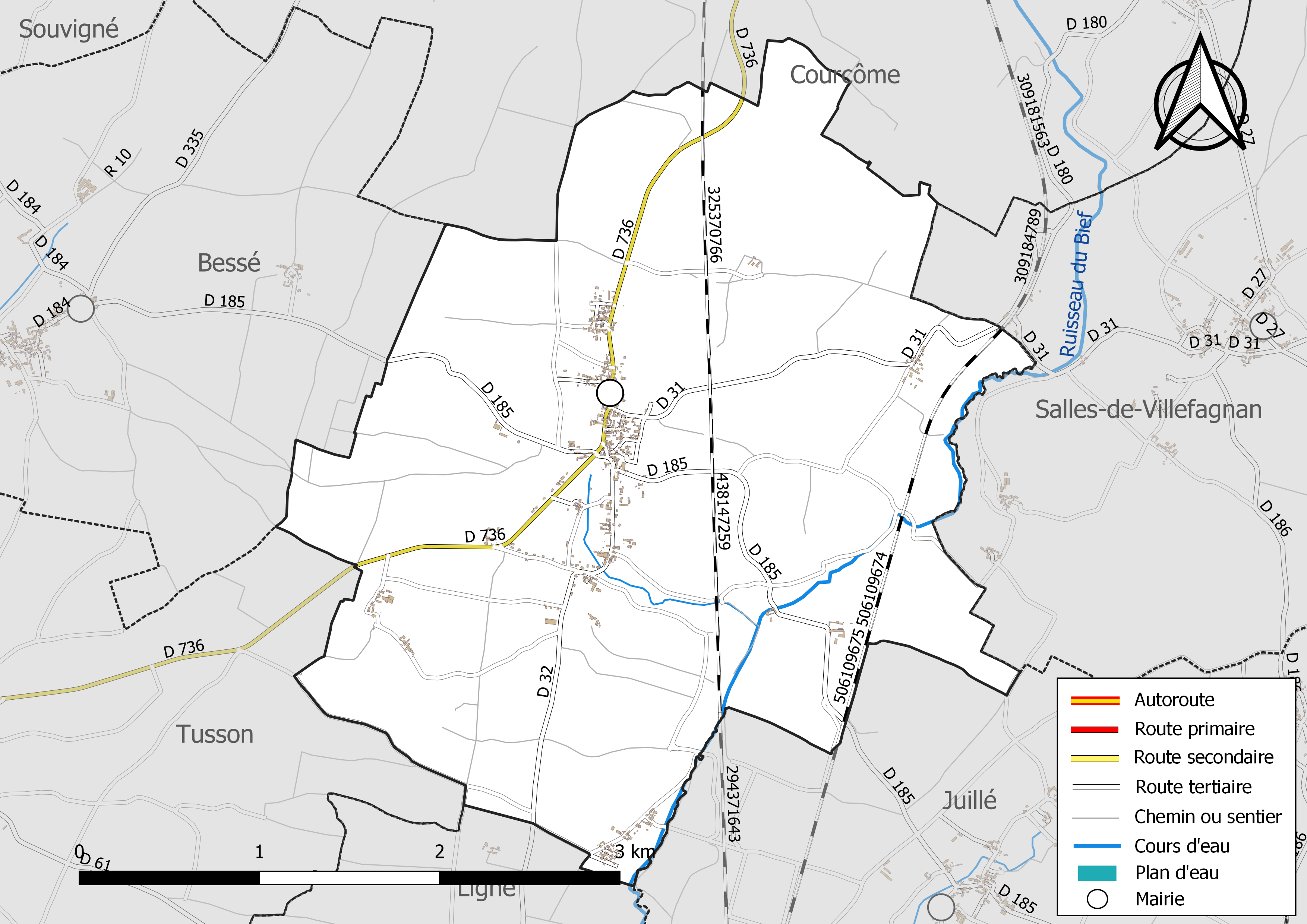
Réseaux hydrographique et routier de Charmé.

La commune est située dans le bassin versant de la Charente au sein  du Bassin Adour-Garonne. Elle est drainée par le ruisseau du Bief et par un petit cours d'eau, qui constituent un réseau hydrographique de 5 km de longueur totale,.
Le ruisseau du Bief, ou ruisseau de Moussac, arrose la bordure orientale de la commune de Charmé et coule du nord au sud. Il est parfois à sec en été sur certaines sections. D'une longueur totale de 22,8 km, prend sa source dans la commune d'Empuré et se jette  dans la Charente, en rive gauche à Luxé, après avoir traversé 8 communes.
Un court affluent intermittent naît au bourg et se jette dans le Bief au Moulin de Bellicou.
Une bassine servant à l'irrigation a été édifiée entre le bourg et Bellicou.
On trouve aussi quelques fontaines et lavoirs, comme au bourg et aux Inchauds.

#### Gestion des eaux
Le territoire communal est couvert par le schéma d'aménagement et de gestion des eaux (SAGE) « Charente ». Ce document de planification, dont le territoire correspond au bassin de la Charente, d'une superficie de 9 300 km2, a été approuvé le 19 novembre 2019. La structure porteuse de l'élaboration et de la mise en œuvre est l'établissement public territorial de bassin Charente. Il définit sur son territoire les objectifs généraux d’utilisation, de mise en valeur et de protection quantitative et qualitative des ressources en eau superficielle et souterraine, en respect des objectifs de qualité définis dans le troisième SDAGE  du Bassin Adour-Garonne qui couvre la période 2022-2027, approuvé le 10 mars 2022.

### Climat
Comme dans les trois quarts sud et ouest du département, le climat est océanique aquitain.

## Urbanisme

### Typologie
Au 1er janvier 2024, Charmé est catégorisée commune rurale à habitat dispersé, selon la nouvelle grille communale de densité à 7 niveaux définie par l'Insee en 2022.
Elle est située hors unité urbaine. Par ailleurs la commune fait partie de l'aire d'attraction de Ruffec, dont elle est une commune de la couronne,. Cette aire, qui regroupe 30 communes, est catégorisée dans les aires de moins de 50 000 habitants,.

### Occupation des sols
L'occupation des sols de la commune, telle qu'elle ressort de la base de données européenne d’occupation biophysique des sols Corine Land Cover (CLC), est marquée par l'importance des territoires agricoles (86,2 % en 2018), en diminution par rapport à 1990 (89 %). La répartition détaillée en 2018 est la suivante : 
terres arables (73,5 %), zones agricoles hétérogènes (12,7 %), forêts (5,2 %), zones industrielles ou commerciales et réseaux de communication (4,7 %), zones urbanisées (3,9 %). L'évolution de l’occupation des sols de la commune et de ses infrastructures peut être observée sur les différentes représentations cartographiques du territoire : la carte de Cassini (XVIIIe siècle), la carte d'état-major (1820-1866) et les cartes ou photos aériennes de l'IGN pour la période actuelle (1950 à aujourd'hui).

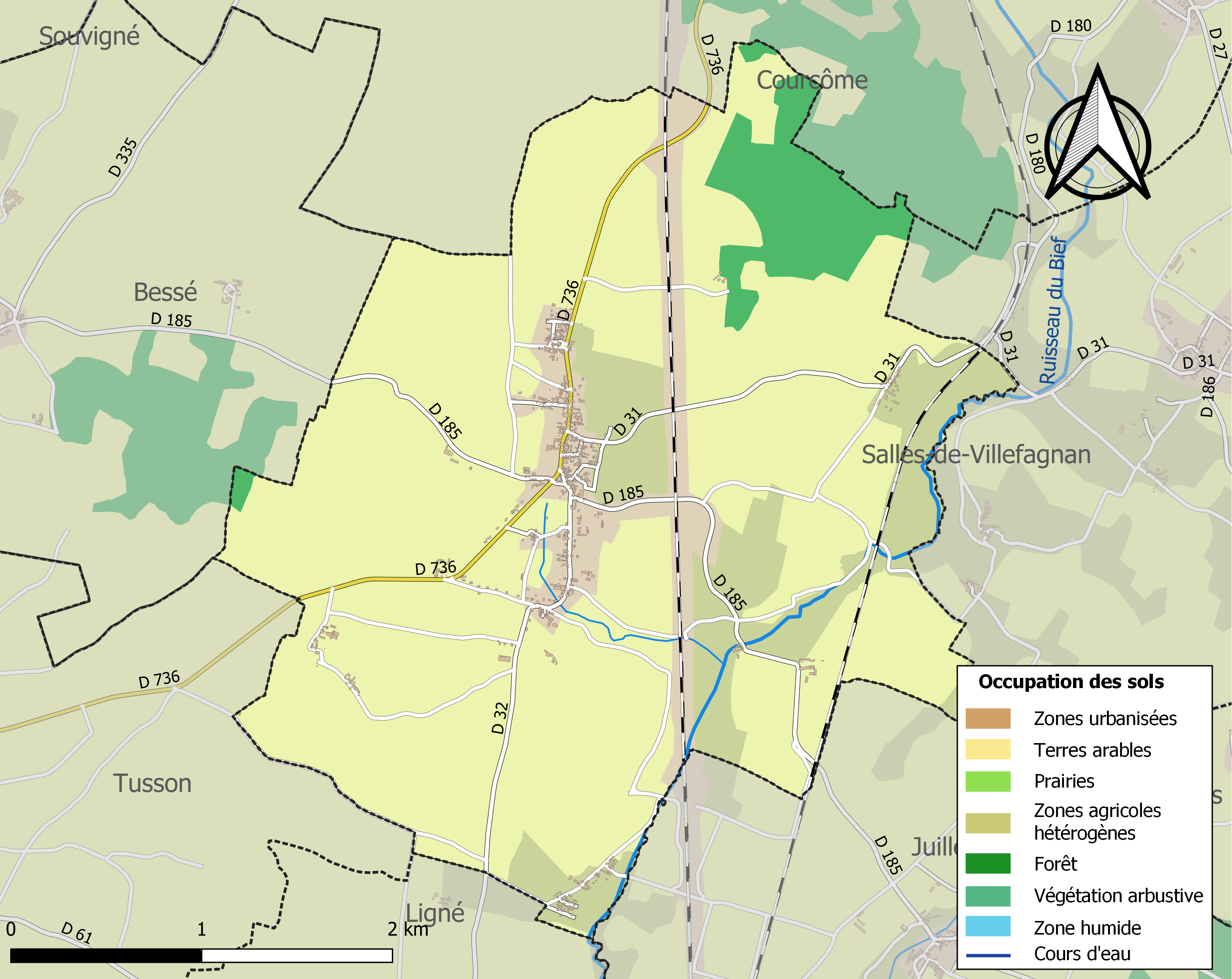
Carte des infrastructures et de l'occupation des sols de la commune en 2018 (CLC).

### Risques majeurs
Le territoire de la commune de Charmé est vulnérable à différents aléas naturels : météorologiques (tempête, orage, neige, grand froid, canicule ou sécheresse), mouvements de terrains et séisme (sismicité modérée). Un site publié par le BRGM permet d'évaluer simplement et rapidement les risques d'un bien localisé soit par son adresse soit par le numéro de sa parcelle.

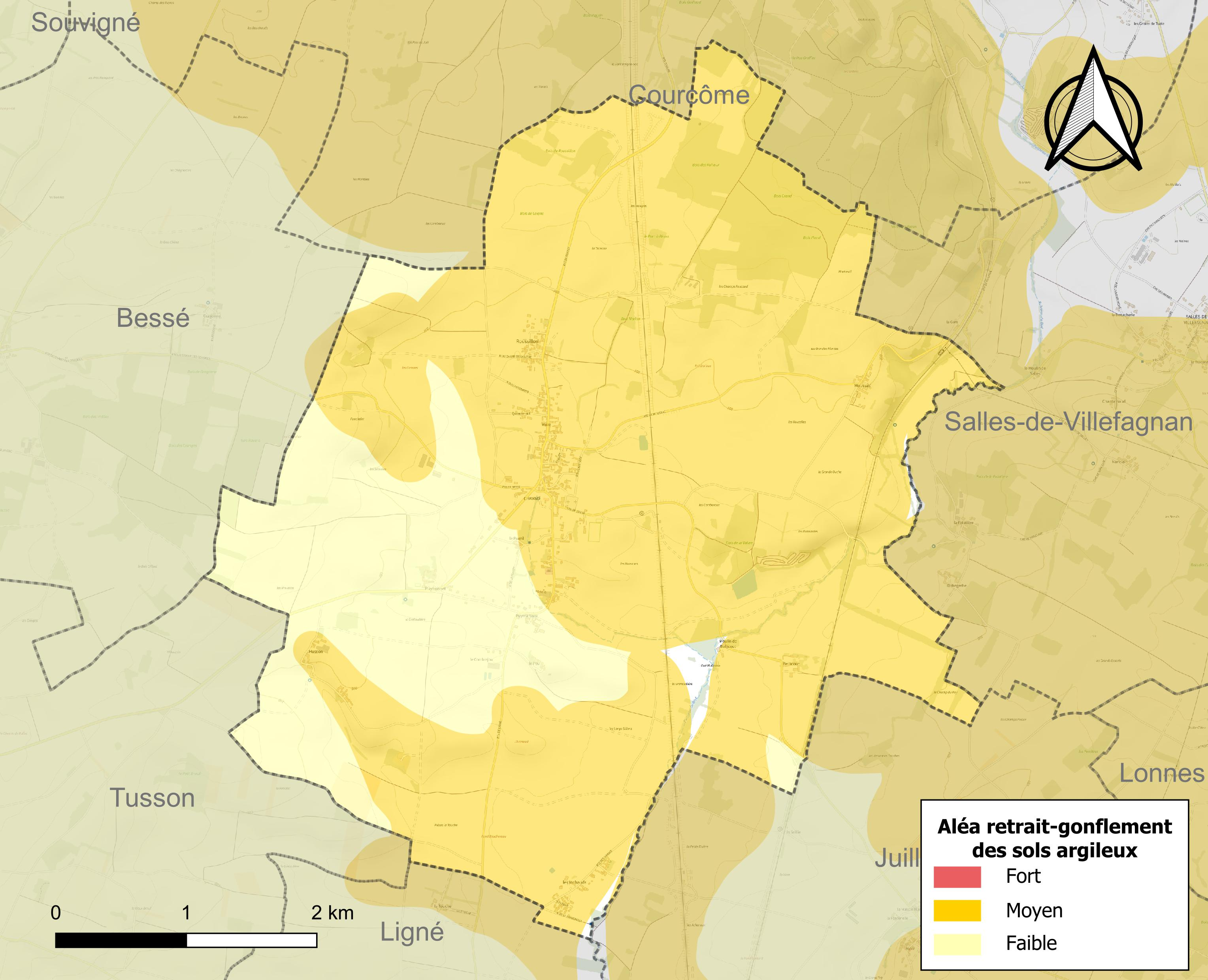
Carte des zones d'aléa retrait-gonflement des sols argileux de Charmé.

Les mouvements de terrains susceptibles de se produire sur la commune sont des affaissements et effondrements liés aux cavités souterraines (hors mines). Par ailleurs, afin de mieux appréhender le risque d’affaissement de terrain, l'inventaire national des cavités souterraines permet de localiser celles situées sur la commune.
Le retrait-gonflement des sols argileux est susceptible d'engendrer des dommages importants aux bâtiments en cas d’alternance de périodes de sécheresse et de pluie. 77,4 % de la superficie communale est en aléa moyen ou fort (67,4 % au niveau départemental et 48,5 % au niveau national). Sur les 231 bâtiments dénombrés sur la commune en 2019,  191 sont en aléa moyen ou fort, soit 83 %, à comparer aux 81 % au niveau départemental et 54 % au niveau national. Une cartographie de l'exposition du territoire national au retrait gonflement des sols argileux est disponible sur le site du BRGM,.
Par ailleurs, afin de mieux appréhender le risque d’affaissement de terrain, l'inventaire national des cavités souterraines permet de localiser celles situées sur la commune.
La commune a été reconnue en état de catastrophe naturelle au titre des dommages causés par les inondations et coulées de boue survenues en 1982, 1999, 2012 et 2014. Concernant les mouvements de terrains, la commune a été reconnue en état de catastrophe naturelle au titre des dommages causés par des mouvements de terrain en 1999.

## Toponymie
Les formes anciennes sont Charmeto, Charmet vers le XIVe siècle, Chermé en 1782.
L'origine du nom de Charmé remonterait au français charme (lui-même dérivé du latin carpinus), suivi du préfixe -etum indiquant un diminutif, ou un lieu où poussent ces arbres,.

## Histoire
Au lieu-dit Le Peu, un site d'habitat daté du Néolithique moyen a été découvert en 2011 par prospection aérienne. Le Peu a été construit sur une colline calcaire flanquée de vallées. 4 300 ans av. J.-C., les hommes préhistoriques y ont construit quelques grandes maisons en bois, entourées d'une double clôture de fortification faite de pieux en bois. Les bâtiments étaient grands, tous de 100 à environ 110 mètres carrés de superficie. Le tout était entouré d'un fossé. L'enceinte se trouve à seulement 2,5 kilomètres de Tusson, un cimetière préhistorique composé de cinq tumulus,.
À Bellicou, on a retrouvé au XIXe siècle les vestiges d'une ancienne villa romaine, ce qui a fait croire à l'abbé Michon que Charmé était Sermanicomagus, station sur l'ancienne voie romaine de Saintes à Lyon, alors que celle-ci passe 10 km plus au sud,.
Au Moyen Âge, Charmé était dans le diocèse d'Angoulême.
Le logis de Puybonnet, détruit après 1831, appartenait à l'abbaye de Tusson.
Il y avait un relais de poste dont il reste la grange.
Husson était une seigneurie au XVIe siècle.
Les plus anciens registres paroissiaux remontent à 1639.
À la fin du XIXe siècle, la ligne Paris-Bordeaux a été construite, avec une petite gare desservant la commune, la gare de Moussac, située en fait sur la commune voisine de Salles-de-Villefagnan, et facilitant les trajets vers Ruffec ou Angoulême. Les trains ne s'y arrêtent plus depuis le milieu du XXe siècle.
Au début du XXe siècle, le petit moulin de Berlingant tournait encore, quand il y avait suffisamment d'eau dans le Bief, et il était la seule industrie dans la commune.

## Administration
| Période                                  | Période  | Identité          | Étiquette | Qualité   |
| ---------------------------------------- | -------- | ----------------- | --------- | --------- |
| Les données manquantes sont à compléter. |          |                   |           |           |
| 1989                                     | 2014     | Yvette Clergeau   | UMP       | Retraitée |
| 2014                                     | 2020     | Bernadette Moreau |           |           |
| 2020                                     | En cours | Bernard Borne     |           | Retraité  |

### Fiscalité
La fiscalité est d'un taux de 21,57 % sur le bâti, 44,48 % sur le non bâti, 9,13 % pour la taxe d'habitation  et 13,57 % de taxe professionnelle(chiffres 2007).
La communauté de communes  prélève  2,61 % sur le bâti, 6,06 % sur le non bâti, 1,09 % pour la taxe d'habitation et 1,45 % de taxe professionnelle.

## Démographie

### Évolution démographique
L'évolution du nombre d'habitants est connue à travers les recensements de la population effectués dans la commune depuis 1793. Pour les communes de moins de 10 000 habitants, une enquête de recensement portant sur toute la population est réalisée tous les cinq ans, les populations de référence des années intermédiaires étant quant à elles estimées par interpolation ou extrapolation. Pour la commune, le premier recensement exhaustif entrant dans le cadre du nouveau dispositif a été réalisé en 2004.

En 2022, la commune comptait 340 habitants, en évolution de −3,95 % par rapport à 2016 (Charente : −0,48 %, France hors Mayotte : +2,11 %).
| 1793 | 1800 | 1806 | 1821  | 1831  | 1841  | 1846  | 1851  | 1856  |
| ---- | ---- | ---- | ----- | ----- | ----- | ----- | ----- | ----- |
| 829  | 834  | 961  | 1 018 | 1 175 | 1 158 | 1 076 | 1 009 | 1 025 |

| 1861 | 1866  | 1872 | 1876 | 1881 | 1886 | 1891 | 1896 | 1901 |
| ---- | ----- | ---- | ---- | ---- | ---- | ---- | ---- | ---- |
| 975  | 1 015 | 939  | 929  | 912  | 796  | 772  | 681  | 632  |

| 1906 | 1911 | 1921 | 1926 | 1931 | 1936 | 1946 | 1954 | 1962 |
| ---- | ---- | ---- | ---- | ---- | ---- | ---- | ---- | ---- |
| 628  | 624  | 590  | 601  | 597  | 579  | 527  | 501  | 477  |

| 1968 | 1975 | 1982 | 1990 | 1999 | 2004 | 2006 | 2009 | 2014 |
| ---- | ---- | ---- | ---- | ---- | ---- | ---- | ---- | ---- |
| 452  | 397  | 410  | 411  | 407  | 401  | 394  | 373  | 357  |

| 2019 | 2022 | - | - | - | - | - | - | - |
| ---- | ---- | - | - | - | - | - | - | - |
| 340  | 340  | - | - | - | - | - | - | - |

### Pyramide des âges
La population de la commune est relativement âgée.
En 2018, le taux de personnes d'un âge inférieur à 30 ans s'élève à 25,8 %, soit en dessous de la moyenne départementale (30,2 %). À l'inverse, le taux de personnes d'âge supérieur à 60 ans est de 42,6 % la même année, alors qu'il est de 32,3 % au niveau départemental.
En 2018, la commune comptait 159 hommes pour 188 femmes, soit un taux de 54,18 % de femmes, largement supérieur au taux départemental (51,59 %).
Les pyramides des âges de la commune et du département s'établissent comme suit.
| Hommes | Classe d’âge | Femmes |
| ------ | ------------ | ------ |
| 1,3    | 90 ou +      | 1,1    |
| 9,0    | 75-89 ans    | 16,3   |
| 28,9   | 60-74 ans    | 28,3   |
| 19,9   | 45-59 ans    | 15,2   |
| 14,1   | 30-44 ans    | 14,1   |
| 12,2   | 15-29 ans    | 11,4   |
| 14,7   | 0-14 ans     | 13,6   |

| Hommes | Classe d’âge | Femmes |
| ------ | ------------ | ------ |
| 1      | 90 ou +      | 2,7    |
| 9,2    | 75-89 ans    | 12     |
| 20,6   | 60-74 ans    | 21,3   |
| 20,7   | 45-59 ans    | 20,3   |
| 16,8   | 30-44 ans    | 16     |
| 15,6   | 15-29 ans    | 13,4   |
| 16,1   | 0-14 ans     | 14,3   |

## Économie
L'agriculture est principalement céréalière. La viticulture occupe une petite partie de l'activité agricole. La commune est classée dans les Fins Bois, dans la zone d'appellation d'origine contrôlée du cognac.

## Équipements, services et vie locale

### Enseignement
L'école est un RPI entre Charmé, Courcôme et La Faye.
Le RPI les P'tits Loups comporte deux classes maternelles à Courcôme. Deux classes de primaire sont à La Faye puis les élèves poursuivent leur scolarité à Charmé.

## Lieux et monuments
L'église paroissiale Saint-Pierre qui aurait été construite au XIIe siècle a été rénovée en 1853 avec remploi d'une pierre commémorative et construction de la sacristie. La voûte date de 1861. Elle est en plan allongé à un vaisseau.

Église de Charmé
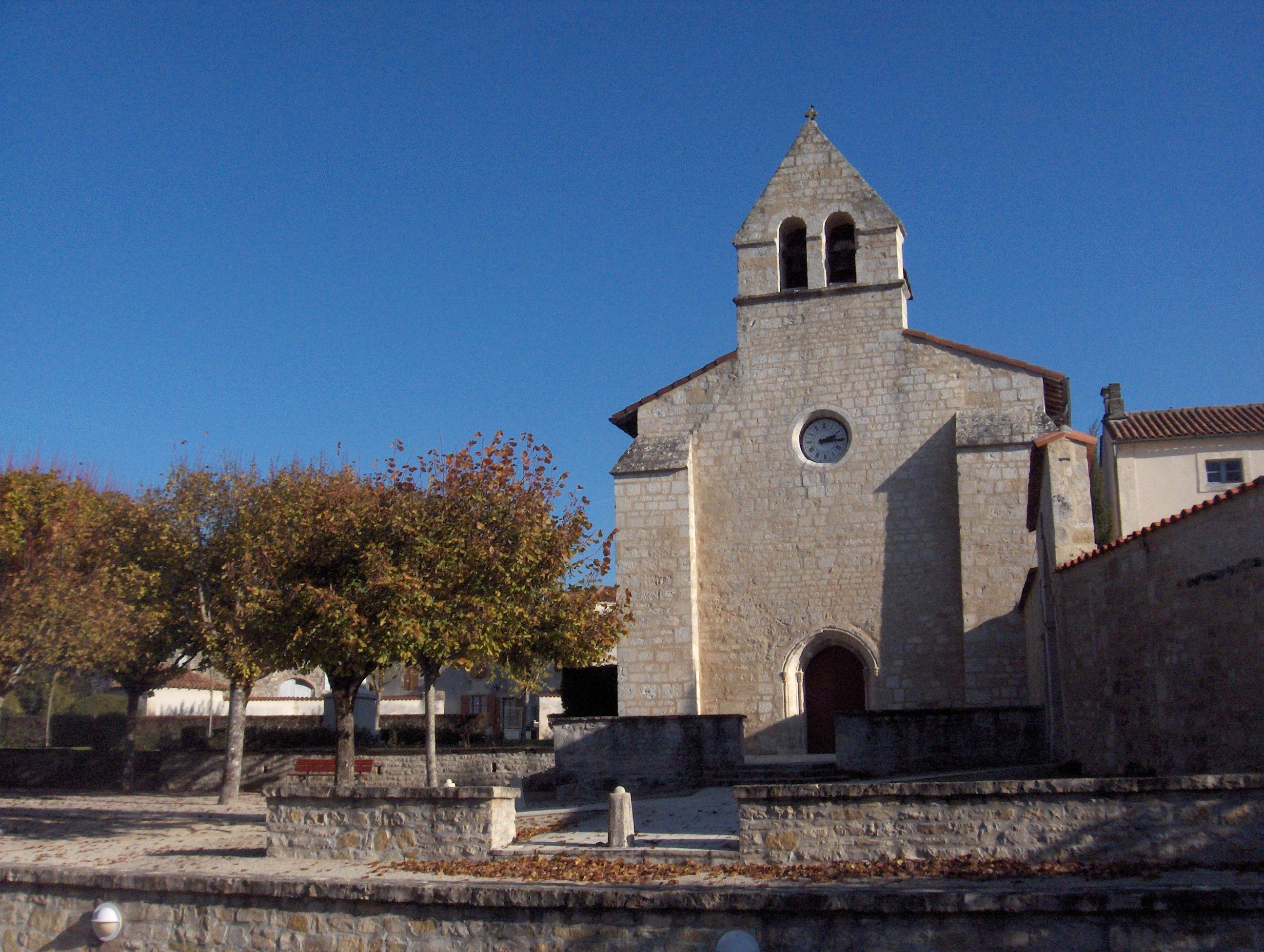
Façade principale.
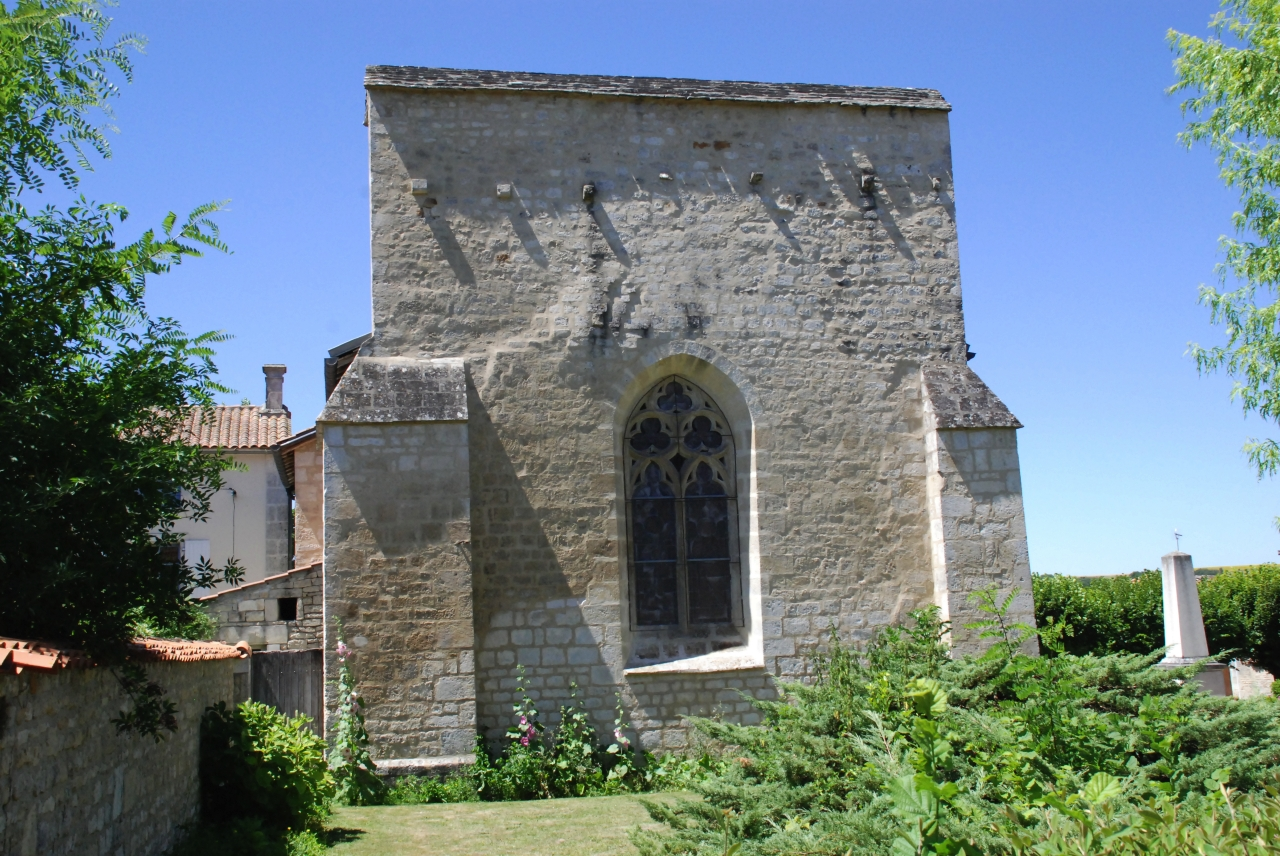
Façade est.
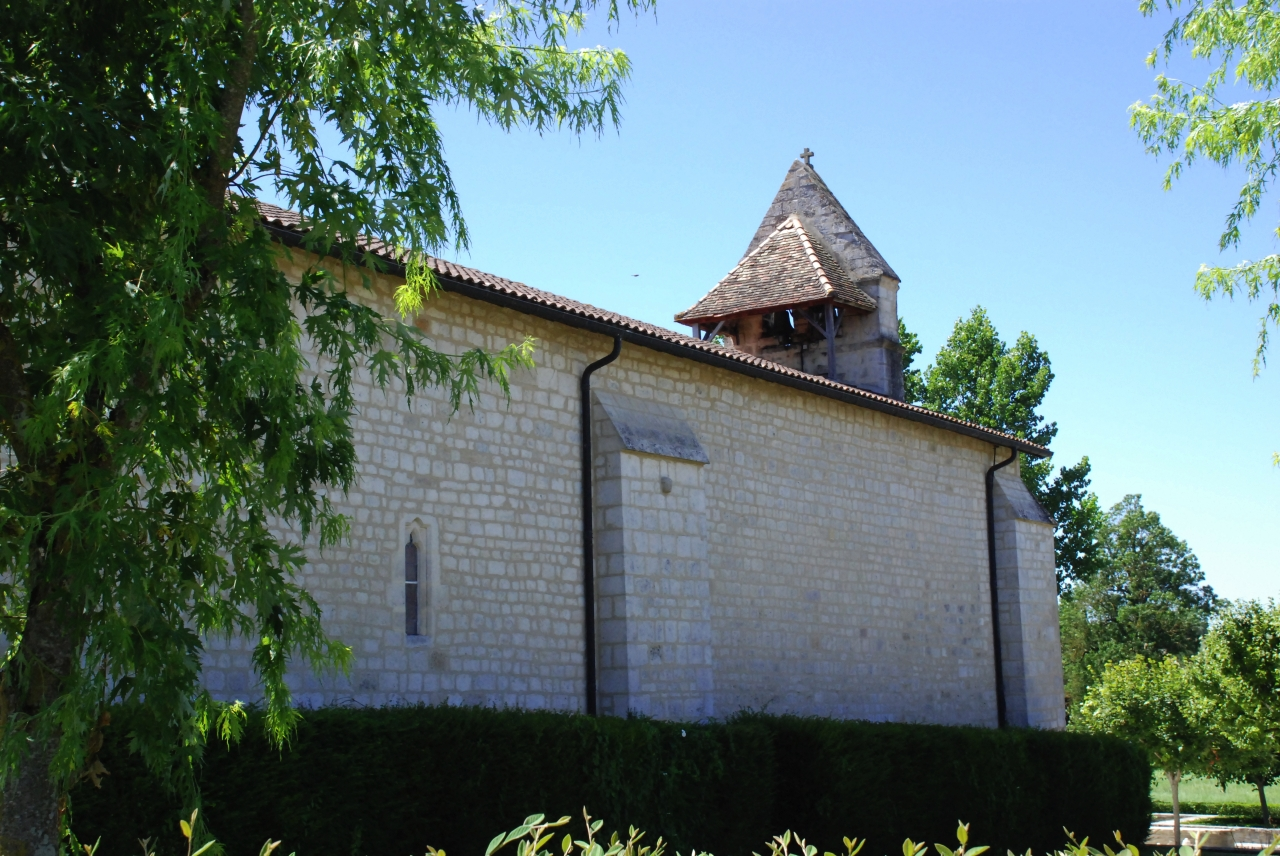
Le clocher.

La commune comporte de très nombreux bâtiments anciens, quatre maisons seraient du XVe siècle et sept du XVIe siècle. Un logis à Charmé, un au Petit Husson (ancienne demeure des seigneurs d'Husson) seraient aussi du XVIe siècle.
Le château de Moussac dont une tour date de la fin du XVIe siècle a été construit au XVIIe siècle et porte la date 1614 alors que la chapelle a été construite en 1650.

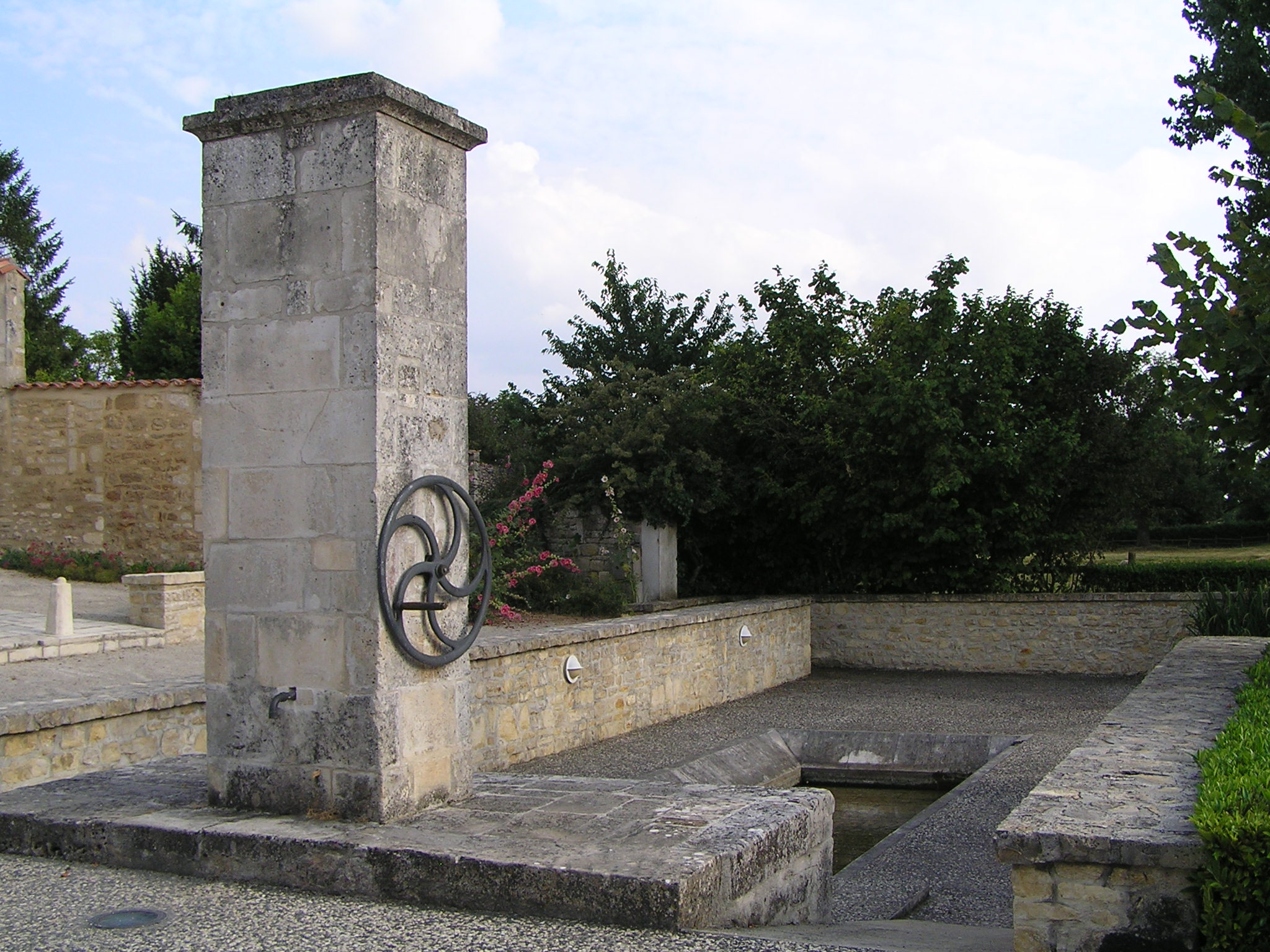
Le lavoir de Charmé

## Jumelage
Charmé est jumelé avec la municipalité Baustert dans l'Eifel en Allemagne.

## Héraldique
| Blason | Blasonnement : D’azur à la tour d’argent, au chef losangé d’or et de gueules. Commentaires : Blason de Charmé. |